# 冉天元
冉天元（1765年—1800年），清朝中期农民起义首领，四川通江农民起义军领袖。通江（今属四川省）人。
冉天元在乾隆六十年（1795年），开始修习白莲教。因为官府搜捕严紧，嘉庆元年十二月（公元1797年1月），在通江王家寨从叔叔冉文俦起义，嘉庆三年十二月（1799年1月），冉文俦被俘阵亡，继为通江蓝号元帅。他善于利用险要地形设伏，诱敌深入，加以围歼。苍溪之战获大胜，发展至十多万人。嘉庆五年，江油马蹄岗之战，他被俘，在成都遇害。